# Мюглицталь
Мюглицталь (нем. Müglitztal) — община в Германии, в земле Саксония. Подчиняется земельной дирекции Дрезден. Входит в состав района Саксонская Швейцария. Подчиняется управлению Дона-Мюглицталь. Население составляет 2062 человека (на 31 декабря 2010 года). Занимает площадь 21,00 км².
Община подразделяется на 7 сельских округов.

## Население
| Год  | Численность | Численность |
| ---- | ----------- | ----------- |
| 2017 | 1927        | [ 1 ]       |
| 2019 | 1916        | [ 3 ]       |
| 2021 | 1903        | [ 4 ]       |
| 2022 | 1904        | [ 5 ]       |
| 2023 | 1943        | [ 2 ]       |